# WASP-189 b
WASP-189 b (noto anche come HD 133112 b) è un pianeta extrasolare che ha un periodo orbitale inferiore a tre giorni terrestri intorno alla sua stella ospite, WASP-189 (HD 133112), posta a circa 322 anni luce di distanza nella costellazione della Bilancia.
È stato scoperto nel 2018 e osservato nel 2020 dal telescopio spaziale CHEOPS.

## Scoperta e osservazioni
WASP-189 b è stato scoperto nel 2018. Nel 2020 gli astronomi hanno usato il telescopio spaziale CHEOPS per osservarlo. Sulla base di un passaggio dietro la stella ospite (occultazione), si è potuto misurare la luminosità del pianeta e stimare la temperatura a 3.200 °C (5.790 °F; 3.470 K). In base a un passaggio di fronte alla sua stella ospite (transito) il raggio risulta essere 1,6 volte quello di Giove. La sua atmosfera contiene ossido di titanio e metalli come il cromo, il magnesio, il vanadio e il manganese.